# Милфорд (Канзас)
Милфорд (енгл. Milford) град је у америчкој савезној држави Канзас.

## Демографија
По попису из 2010. године број становника је 530, што је 28 (5,6%) становника више него 2000. године.
| Група             | 2000.       | 2010.       |
| Белци             | 422 (84,1%) | 420 (79,2%) |
| Афроамериканци    | 16 (3,2%)   | 30 (5,7%)   |
| Азијати           | 4 (0,8%)    | 5 (0,9%)    |
| Хиспаноамериканци | 32 (6,4%)   | 30 (5,7%)   |
| Укупно            | 502         | 530         |